# 邱良功
邱良功（1769年—1817年10月10日），字玉韞，號琢齋，諡剛勇，清朝武官官員，福建泉州府同安縣綏德鄉翔風里十九都後浦（今金門縣金城鎮後浦）人。曾經官至浙江提督，以戰功封爵三等男世襲。乃金門俗諺「九里三提督，百步一總兵」中的三位提督之一。

## 生平

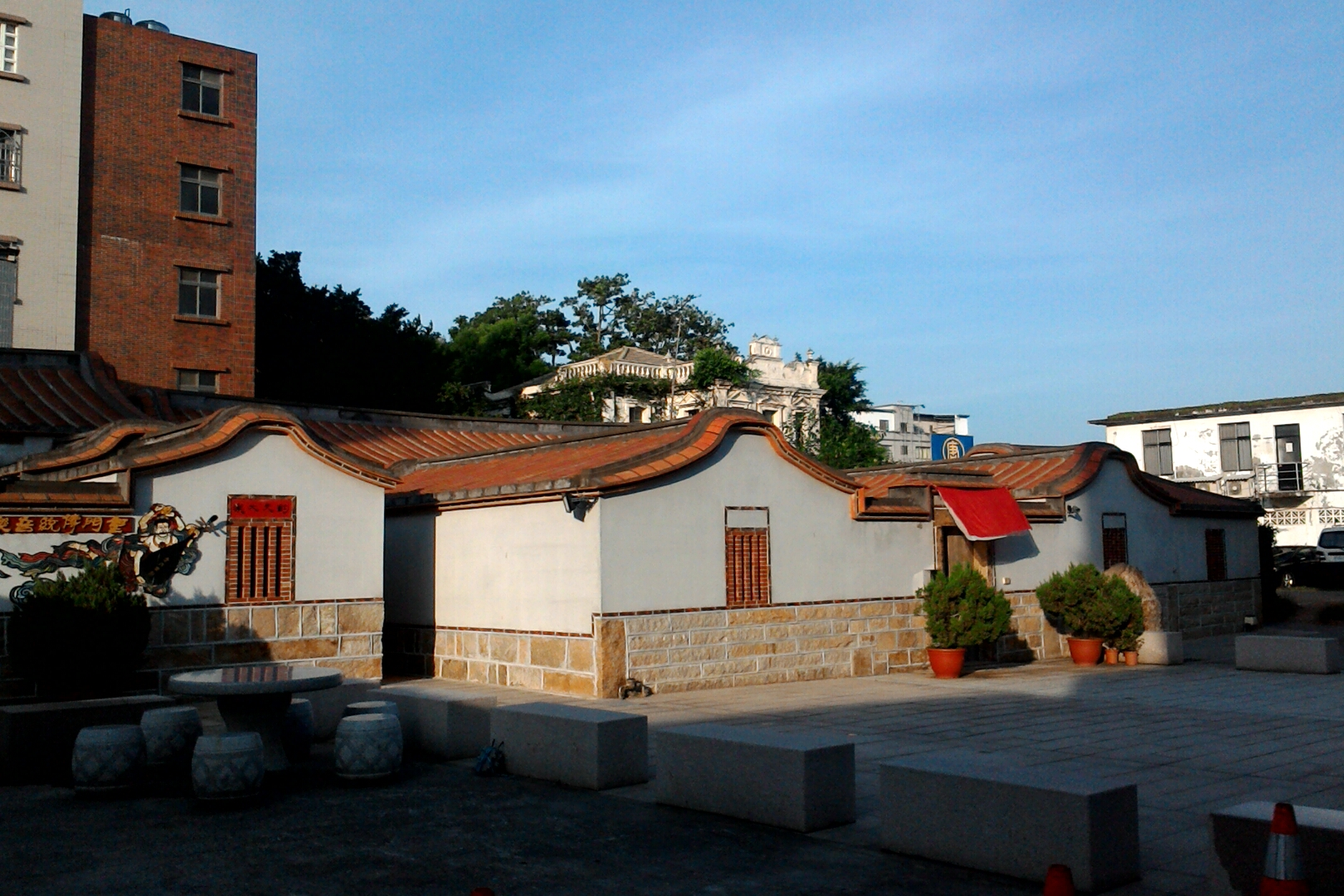
位於金門縣金城鎮的邱良功古厝。

邱良功出生才35天，其父邱志仁就去世了，之後由其母許氏（當時二十八歲）撫養邱樹功和邱良功兄弟長大。長大成年之後，邱良功加入軍旅，在金門鎮水師左營當兵，曾先後隨金門鎮總兵李芳園、李南馨出洋緝盜，頗受賞識，後被提拔補為外委。嘉慶元年（1796年）從遊擊魏成名出洋緝盜，追過澎湖青水溝，擒陳明等人，後因功升為把總，不久又為嘉慶帝圈選硃批嘉許。嘉慶六年（1801年），補千總，後調水師提督中軍守備，嘉慶八年（1803年）九月再升左營遊擊，同年十一月閩浙總督玉德保奏邱良功勘勝參將一職，遂於同年十二月遷烽火營參將。
嘉慶十年（1805年）正月，署閩安協副將，二月陪同署金門鎮總兵許松年渡臺會剿海盜蔡牽，後署臺灣水師協副將。嘉慶十一年（1806年）正月，蔡牽復出現於鹿耳門西邊，邱良功遂與副將張見陞、王得標合力追擊，以火攻殲其眾於洲仔尾，後轉由北汕尾與提督李長庚夾攻蔡牽，但因漲潮而讓其遁走，但事後仍因有立功於該年七月加副將銜，賞戴花翎。嘉慶十二年（1807年）七月，邱良功追擊朱濆於滬尾，後與南澳總兵王得祿一同追到蘇澳，摧毀其根據地，同年十二月負責緝捕蔡牽的浙江提督李長庚陣亡，其任務由邱良功與王得祿接手。
嘉慶十三年（1808年）正月，授臺灣水師協副將，同年六月遷浙江定海鎮總兵，後因殲滅蔡牽同夥駱亞盧，且該年十二月浙江水師提督何定江病故，巡撫阮元遂保薦邱良功補授，於隔年正月十六日（1809年3月1日）任浙江水師提督。上任提督之後，邱良功積極對付蔡牽勢力，於浙江沿海建立軍情系統，於嘉慶十四年（1809年）八月掌握到蔡牽行蹤，遂率師出擊，鏖戰兩晝夜，後福建提督王得祿率福建水師前來支援，蔡牽眼見不敵，自沉座船，後來因立此功，邱良功受賜封三等男爵，任浙江水陸提督。
嘉慶二十二年（1817年），邱良功入京覲見，八月三十日（10月10日）回程途經江蘇省甘泉縣維揚時，不幸病逝，消息傳回京城後，追授建威將軍，諡剛勇，賜祭葬，子邱聯恩襲爵三等男。

## 世爵承襲
|  |  |  |  |  |  |  |  | 三等男 邱良功始封   |  |  |  |  |  |  |  |  |  |  |  |  |  |  |  |
|  |  |  |  |  |  |  |  |                     |  |  |  |  |  |  |  |  |  |  |  |  |  |  |  |
|  |  |  |  |  |  |  |  | 三等男 邱聯恩一次襲 |  |  |  |  |  |  |  |  |  |  |  |  |  |  |  |

## 延伸阅读
[在维基数据编辑]
 《清史稿·卷350》，出自趙爾巽《清史稿》
 在维基共享资源阅览影像